# Бентли, Рита
Рита Бентли (англ. Rita Bentley, в замужестве Лодер, англ. Lauder; 16 июля 1931 — 26 октября 2016) — британская теннисистка-любительница, член сборной Великобритании в Кубке Уайтмен, победительница чемпионата Канады (1967).
На протяжении карьеры 16 раз участвовала в Уимблдонском турнире, свои лучшие результаты показав в 1959 и 1960 году, когда дошла до 4-го круга; в 1961 году выиграла Wimbledon Plate — утешительный турнир для игроков, выбывших из борьбы в основной сетке Уимблдонского турнира в первых двух раундах. Достигала четвертьфинала в женских (1964) и смешанных парах (1957, 1960). В двух других турнирах Большого шлема доходила до четвертьфинала в одиночном разряде: в чемпионате Австралии в 1963 и в чемпионате США в 1967 году.
Входила в двадцатку сильнейших теннисисток-любительниц мира, но ни разу не попадала в первую десятку. В 1966 году представляла Великобританию в Кубке Уайтмен — ежегодном командном матче женских сборных Великобритании и США. На индивидуальном уровне выиграла чемпионат Канады 1967 года; после начала Открытой эры побеждала в 1970 году в Эксмуте и Бадли-Солтертоне. Завершила активные выступления в 1971 году, однако продолжала участвовать в соревнованиях ветеранов вплоть до девятого десятка лет жизни.